# Los Angeles Memorial Coliseum
Het Los Angeles Memorial Coliseum is een stadion in Los Angeles, Californië. Het stadion opende zijn deuren op 1 mei 1923 en is de thuisbasis van de college Americanfootballclub USC Trojans van de University of Southern California en de Los Angeles Rams spelend in de NFL. In het stadion werden de Olympische Spelen van 1932 en 1984 gehouden. In 2028 zal het stadion voor de derde maal het decor zijn van de Olympische Spelen. Het stadion werd erkend als een National Historic Landmark in 1984.

## Geschiedenis
In 1921 werd de opdracht gegeven voor de bouw van het stadion, dat vernoemd werd in eer van de oud-strijders van de Eerste Wereldoorlog. In december 1921 werd er gestart met de bouw, waarna op 1 mei 1923 het stadion zijn deuren opende. Het had bij aanvang een capaciteit van 75.144 toeschouwers.

### American footbal
Het stadion is van bij de opening in 1923 tot heden de thuisbasis van de college Americanfootballclub USC Trojans van de University of Southern California. Tussen 1946 en 1979 speelden de Los Angeles Rams in het stadion en tussen 1982 en 1994 was het de thuisbasis van de Los Angeles Raiders. In 2016 keerde de Los Angeles Rams weer terug naar Los Angeles waarbij de Los Angeles Coliseum weer hun thuisbasis werd.
De Pro Bowl, de Americanfootball-all-starwedstrijd van de NFL werd tussen 1951 en 1972 en nog een laatste keer in 1979 in het stadion gespeeld en het stadion was het toneel voor de eerste en zevende Super Bowl.

#### Super Bowl
| Editie         | Datum           | Winnend team      | Score | Verliezend team     | Toeschouwers |
| -------------- | --------------- | ----------------- | ----- | ------------------- | ------------ |
| Super Bowl I   | 15 januari 1967 | Green Bay Packers | 35–10 | Kansas City Chiefs  | 61.946       |
| Super Bowl VII | 14 januari 1973 | Miami Dolphins    | 14–7  | Washington Redskins | 90.182       |

### Honkbal
Het stadion was de thuishaven van de Los Angeles Dodgers tussen 1958 en 1961 waarna het in 1962 verhuisde naar de Dodger Stadium.

### Olympische Spelen
In 1932 werden er voor het eerst Olympische Spelen gehouden in het stadion. Er werden wedstrijden georganiseerd onder meer uit de atletiek, hockey, turnen en paardensport en het was de locatie van de openingsceremonie en slotceremonie. In 1984 was het stadion een tweede keer de locatie van de spelen en werd het hoofdzakelijk gebruikt voor de wedstrijden uit de atletiek en was het de tweede keer de locatie van de openingsceremonie en slotceremonie. Dit zal ook het geval zijn in 2028.

### Voetbal

#### CONCACAF Gold Cup
Dit stadion is verschillende keren uitgekozen als gaststadion tijdens een toernooi om de Gold Cup, het voetbaltoernooi voor landenteams van de CONCACAF. Tijdens de CONCACAF Gold Cup van 1991, 1996, 1998, 2000 en 2005 was dit stadion een van de stadions waar voetbalwedstrijden werden gespeeld.
| 1  | 28 juni 1991     | Canada – Honduras              | 2 – 4 | Groepsfase   | 35.000 |  |  |
| 2  | 28 juni 1991     | Mexico – Jamaica               | 4 – 1 | Groepsfase   | 35.000 |  |  |
| 3  | 30 juni 1991     | Honduras – Jamaica             | 5 – 0 | Groepsfase   | 4.797  |  |  |
| 4  | 30 juni 1991     | Canada – Mexico                | 1 – 3 | Groepsfase   | 4.797  |  |  |
| 5  | 3 juli 1991      | Jamaica – Canada               | 2 – 3 | Groepsfase   | 36.703 |  |  |
| 6  | 3 juli 1991      | Mexico – Honduras              | 1 – 1 | Groepsfase   | 36.703 |  |  |
| 7  | 5 juli 1991      | Honduras – Costa Rica          | 2 – 0 | Halve finale | 41.103 |  |  |
| 8  | 5 juli 1991      | Verenigde Staten – Mexico      | 2 – 0 | Halve finale | 41.103 |  |  |
| 9  | 7 juli 1991      | Mexico – Costa Rica            | 2 – 0 | Troostfinale | 39.873 |  |  |
| 10 | 7 juli 1991      | Verenigde Staten – Honduras    | 0 – 0 | Finale       | 39.873 |  |  |
|    |                  |                                |       |              |        |  |  |
| 11 | 12 januari 1996  | Brazilië – Canada              | 4 – 1 | Groepsfase   | 8.234  |  |  |
| 12 | 14 januari 1996  | Brazilië – Honduras            | 5 – 0 | Groepsfase   | 20.708 |  |  |
| 13 | 18 januari 1996  | Verenigde Staten – Brazilië    | 0 – 1 | Halve finale | 20.708 |  |  |
| 14 | 21 januari 1996  | Verenigde Staten – Guatemala   | 3 – 0 | Troostfinale | 88.125 |  |  |
| 15 | 21 januari 1996  | Brazilië – Mexico              | 0 – 2 | Finale       | 88.125 |  |  |
|    |                  |                                |       |              |        |  |  |
| 16 | 1 februari 1998  | El Salvador – Guatemala        | 0 – 0 | Groepsfase   | 26.391 |  |  |
| 17 | 8 februari 1998  | Brazilië – El Salvador         | 4 – 0 | Groepsfase   | 55.017 |  |  |
| 18 | 8 februari 1998  | Guatemala – Jamaica            | 2 – 3 | Groepsfase   | 55.017 |  |  |
| 19 | 9 februari 1998  | Jamaica – El Salvador          | 2 – 0 | Groepsfase   | 26.391 |  |  |
| 20 | 10 februari 1998 | Verenigde Staten – Brazilië    | 1 – 0 | Halve finale | 12.298 |  |  |
| 21 | 10 februari 1998 | Mexico – Jamaica               | 1 – 0 | Halve finale | 45.507 |  |  |
| 22 | 15 februari 1998 | Brazilië – Jamaica             | 1 – 0 | Troostfinale | 91.255 |  |  |
| 23 | 15 februari 1998 | Verenigde Staten – Mexico      | 0 – 1 | Finale       | 91.255 |  |  |
|    |                  |                                |       |              |        |  |  |
| 24 | 15 februari 2000 | Trinidad en Tobago – Guatemala | 4 – 2 | Groepsfase   | 23.621 |  |  |
| 25 | 15 februari 2000 | Zuid-Korea – Canada            | 0 – 0 | Groepsfase   | 23.621 |  |  |
| 26 | 17 februari 2000 | Mexico – Guatemala             | 1 – 1 | Groepsfase   | 54.246 |  |  |
| 27 | 17 februari 2000 | Zuid-Korea – Costa Rica        | 2 – 2 | Groepsfase   | 54.246 |  |  |
| 28 | 24 februari 2000 | Trinidad en Tobago – Canada    | 0 – 1 | Halve finale | 2.841  |  |  |
| 29 | 27 februari 2000 | Colombia – Canada              | 0 – 2 | Groepsfase   | 6.197  |  |  |
|    |                  |                                |       |              |        |  |  |
| 30 | 9 juli 2005      | Mexico – Guatemala             | 4 – 0 | Groepsfase   | 30.710 |  |  |
| 31 | 9 juli 2005      | Jamaica – Zuid-Afrika          | 3 – 3 | Groepsfase   | 30.710 |  |  |